# Epidendrum bivalve
Epidendrum bivalve är en orkidéart som beskrevs av John Lindley. Epidendrum bivalve ingår i släktet Epidendrum och familjen orkidéer. Inga underarter finns listade i Catalogue of Life.